# Ryż (rzeka)
Ryż (ros. Рыж) – rzeka w Federacji Rosyjskiej, w Kraju Permskim. Lewy dopływ Mulanki (dopływ Kamy). Długość rzeki – 21 km. Zlewisko Morza Kaspijskiego.
W wodach rzeki powyżej wsi Kasimowo żyje jedna z trzech populacji lipienia (Thymallus thymmalus) – ryb łososiokształtnych, z rodziny łososiowatych.